# Aviatik D.II
Aviatik (Berg) D.II byl rakousko-uherský celodřevěný jednomístný stíhací dvouplošník užívaný v první světové válce.

## Vývoj
Prototyp (číslo 30.22) letounu vznikl z třetího vývojového draku stroje Aviatik D.I (30.21) instalací vodou chlazeného řadového šestiválce Daimler o výkonu 147 kW. První let provedl pilot feldwebel (šikovatel) Tordik 25. dubna 1917 na letišti v Ošprech.
Série tří prvních letadel (39.01, 39.02 a 39.03) byla testována do listopadu 1917. Aviatik D.II čísla 39.01 dosáhl při zkouškách 3. října 1917 rychlosti 217 km/h a stal se tak nejrychlejším stíhacím letadlem rakousko-uherského původu všech dob.
Letecký arsenál poté 5. prosince 1917 objednal devět letounů k dalším zkouškám.
Druhý vyrobený letoun Aviatik D.II (39.02) byl v únoru 1918 přidělen do zbrojního střediska ve Fischamendu, kde byl vyzbrojen pokusným kulometem Elektro s britským teleskopickým zaměřovačem Aldis, později zaměněný za kulomet Gebauer.
Ve stejné době exempláře 39.01 a 39.03 vyzbrojené kulomety Schwarzlose M.16 ráže 8 mm obdržela letecká stíhací rota Flik 61J ke zkouškám za bojových podmínek.
Dne 10. května 1918 bylo objednáno dalších 10 Aviatiků D.II, avšak firma postavila celkem pouze 16 strojů. 11 kusů poháněl motor Daimler o výkonu 147 kW a označovaly se série 39, zbylých pět létalo s motory Daimler o výkonu 165 kW, které nesly označení série 339.
V červenci 1918 se tři Aviatiky D.II zúčastnily v Ošprech soutěže na standardní stíhací letoun.
D.II čísla 39.02 byl opatřen čtyřlistou vrtulí a kulometem Gebauer, 30.38 vzniklý z Aviatiku D.I zástavbou vodou chlazeného řadového šestiválce Hiero o výkonu 147 kW a 339.01 (původně 39.09), což byl jeden ze čtyř Aviatiků D.II vybavených postranními chladiči vody na přídi.

## Nasazení
V červenci 1918 byl čtvrtý až osmý vyrobený Aviatik D.II zkoušen na frontě a jeden z Aviatiků D.II série 39 sloužil v polní letecké škole.
V září pak dva stroje (39.10 a 39.11), upravené na fotoprůzkumné, dostala jednotka Flik 46P.
Stroje čísel 339.03 a 339.06 ve stejnou dobu obdržela 6. rakousko-uherská armáda nasazená na italské frontě u řeky Piavy.

## Specifikace (D.II série 39)

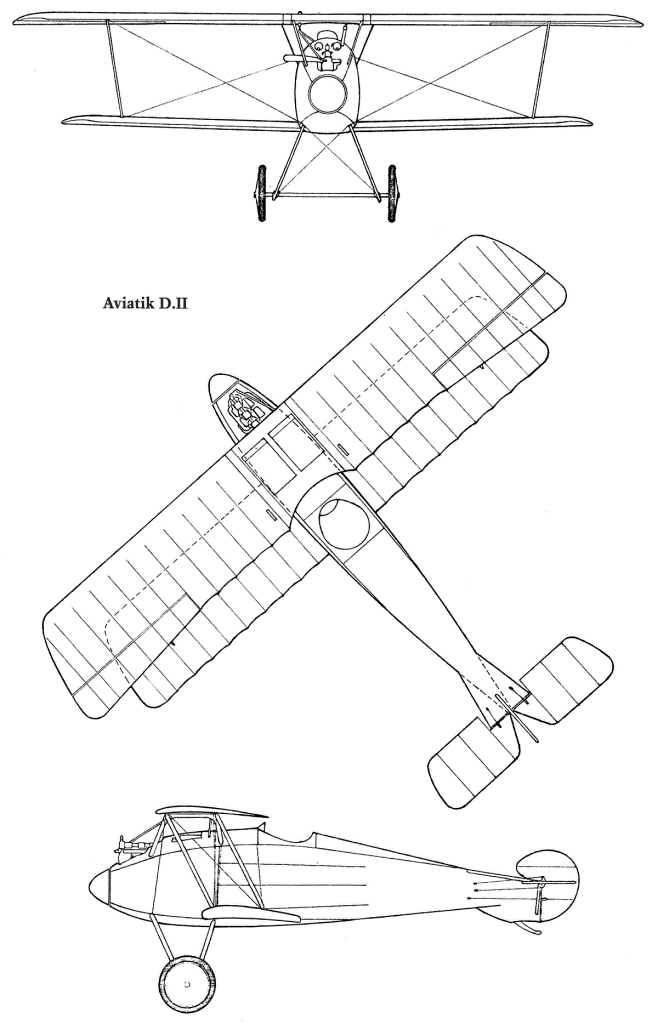
Třípohledový nákres

### Technické údaje
- Posádka: 1
- Délka: 6,98 m
- Rozpětí křídel: 7,50 m
- Výška: 2,45 m
- Nosná plocha: 19,5 m²
- Vlastní hmotnost: 587 kg
- Vzletová hmotnost: 845 kg
- Pohonná jednotka: 1 × Daimler
- Výkon pohonné jednotky: 147 kW (200 hp)

### Výkony
- Maximální rychlost: 217 km/h

### Výzbroj
- 2 x 8mm kulomet Schwarzlose